# Hound Dog
 For alternative betydninger, se Hound Dog (flertydig). (Se også artikler, som begynder med Hound Dog)
"Hound Dog" er titlen på en rock and roll- og bluessang skrevet af Jerry Leiber og Mike Stoller i 1952, indspillet af Willie Mae 'Big Mama' Thornton i 1953 og i 1955 af Freddie Bell & The Bellboys.

## Elvis Presleys version af sangen
Især indspilningen med Freddie Bell & The Bellboys inspirerede Elvis Presley til at tage sangen på sit repertoire, men som en rock-and-roll-sang, hvor den blev et kæmpehit.
Første gang Presley sang "Hound Dog" var i en landsdækkende TV-udsendelse, The Milton Berle Show, den 5. juni 1956. Elvis sang den to gange i showet, først i den rockende version, der senere blev indspillet, dernæst i en langsommere og mere bluespræget udgave ledsaget af de velkendte Presleyske hoftevrid, der fremkaldte vilde jubelscener hos især kvinderne blandt det tilstedeværende TV-publikum.
Elvis kom på nationalt TV igen den 1. juli med "Hound Dog". Det var som gæst i et Steve Allen-Show, hvor han optrådte i kjole og hvidt mens han sang sangen for en basset hound, der bar en sort høj hat.
Allerede dagen efter denne optræden indspillede Elvis nummeret i RCA studierne i New York. Med i studiet var hans sædvanlige backinggruppe, bestående af Scotty Moore på singleguitar (med Elvis som sædvanligt på rytmeguitaren), Bill Black på bas, D.J. Fontana på trommerne og The Jordanaires som vokal backinggruppe. RCA's Steve Sholes blev krediteret produktionen selv om Elvis i realiteten producerede sangen (ligesom stort set alle øvrige RCA-produktioner, ifølge hans musikere). Presley insisterede på at få sangen lige præcis som han mente den skulle være, og 30 optagelser måtte der i hus inden han bestemte sig for indspilning nr. 28. Sangen blev udsendt 13. juli som A-side på en single med "Don't Be Cruel" som B-side. Denne single blev så populær, at både A- og B-siden var på toppen af hitlisterne, – samtidig. Det var i øvrigt første gang nogensinde, at en singleplade på samme tidspunkt lå på førstepladsen af de tre amerikanske "Billboards": Pop, Country & Western samt Rhytm & Blues.
"Hound Dog" var på daværende tidspunkt Presleys bedst sælgende singleplade og lå på hitlistens førsteplads fra juli 1956 og 11 uger frem, indtil den måtte vige pladsen for "Love Me Tender", som er titelmelodien til Love Me Tender, Elvis Presleys første film.
Den 24. september 2002 udgav RCA en CD med titlen "ELV1S 30 #1 HITS" (bemærk at 'i' i Elvis er erstattet af et 1-tal), hvor "Hound Dog" var med. Denne nye CD blev, ligesom i sin tid sangene på den, nummer 1 på hitlisterne rundt om i verden, – 25 år efter kunstnerens død!

## Andet
"Hound Dog" er bl.a. med i filmen Grease, indspillet af gruppen 'Sha Na Na'.
I Elvis Presleys version er sangen med i Tom Hanks-filmen 'Forrest Gump' samt i den 4. film i serien om Indiana Jones, 'Indiana Jones og Krystalkraniets Kongerige'.